# Primăria veche din Cluj-Napoca
Primăria Veche a Clujului este un monument istoric și de arhitectură (cod LMI CJ-II-m-B-07470) situat în Piața Unirii din Cluj-Napoca.

## Istoric
Datare: 1843-1846.

## Galerie

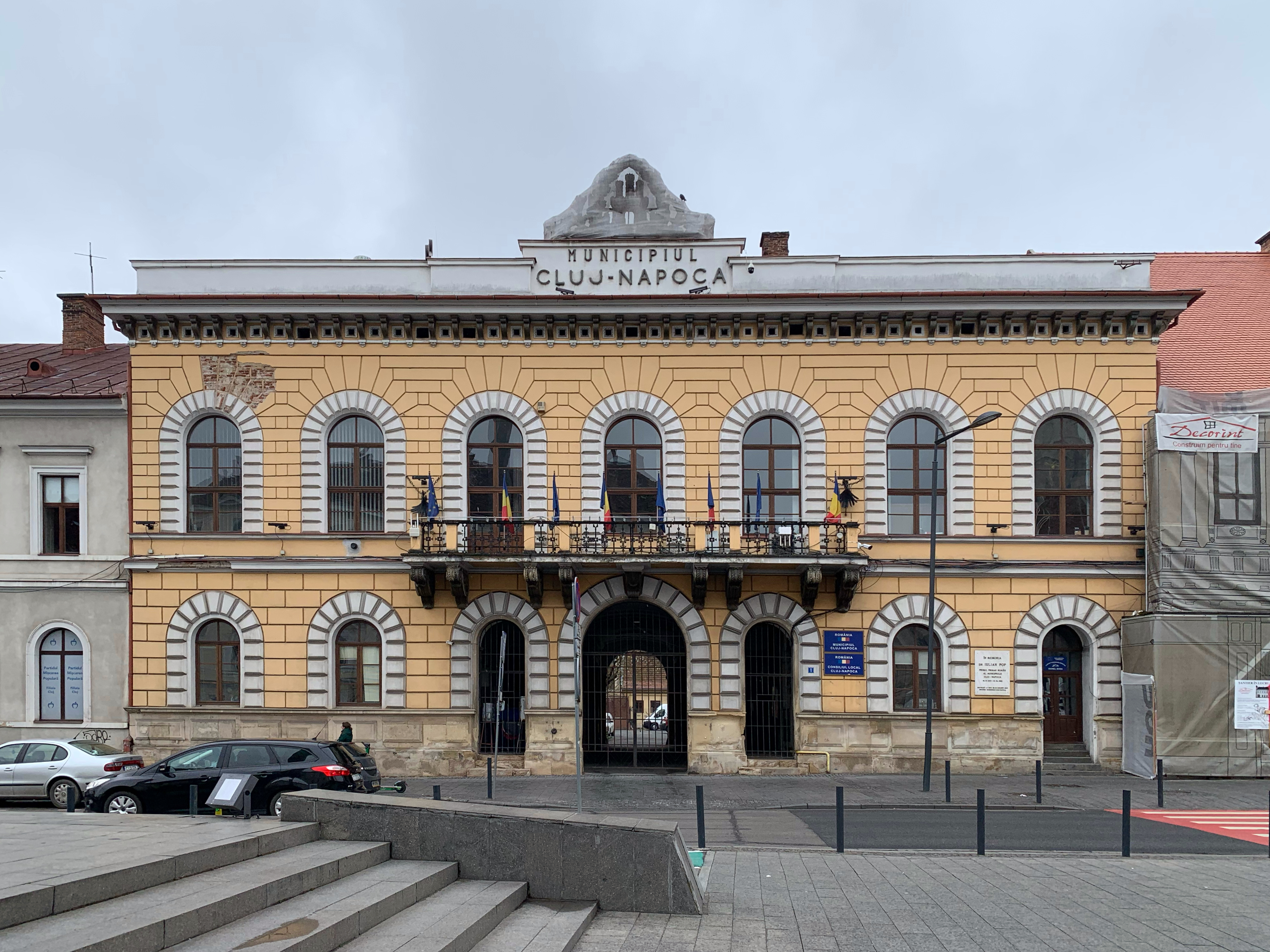
Primăria veche
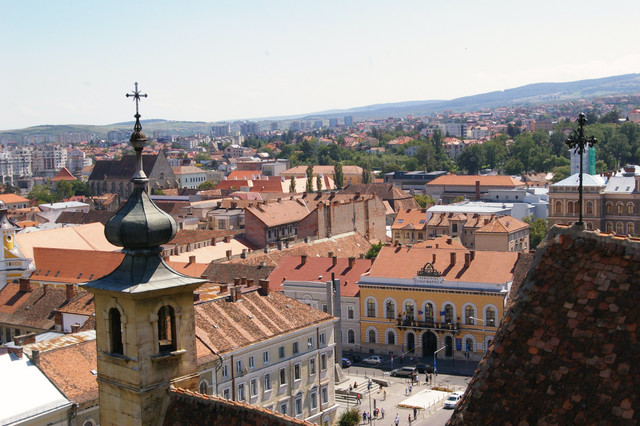
Primăria veche a municipiului Cluj
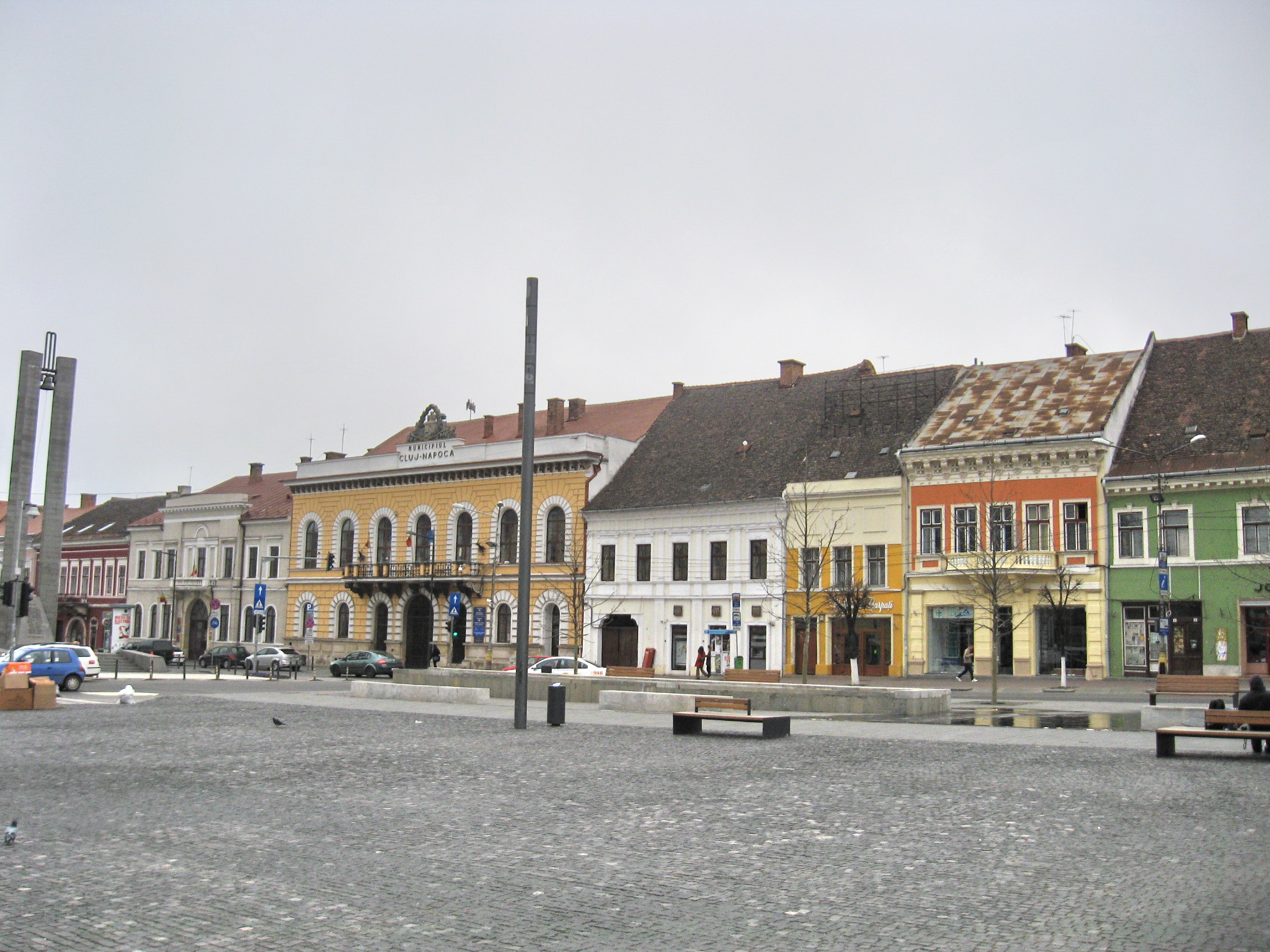
Primăria veche cu case vecine
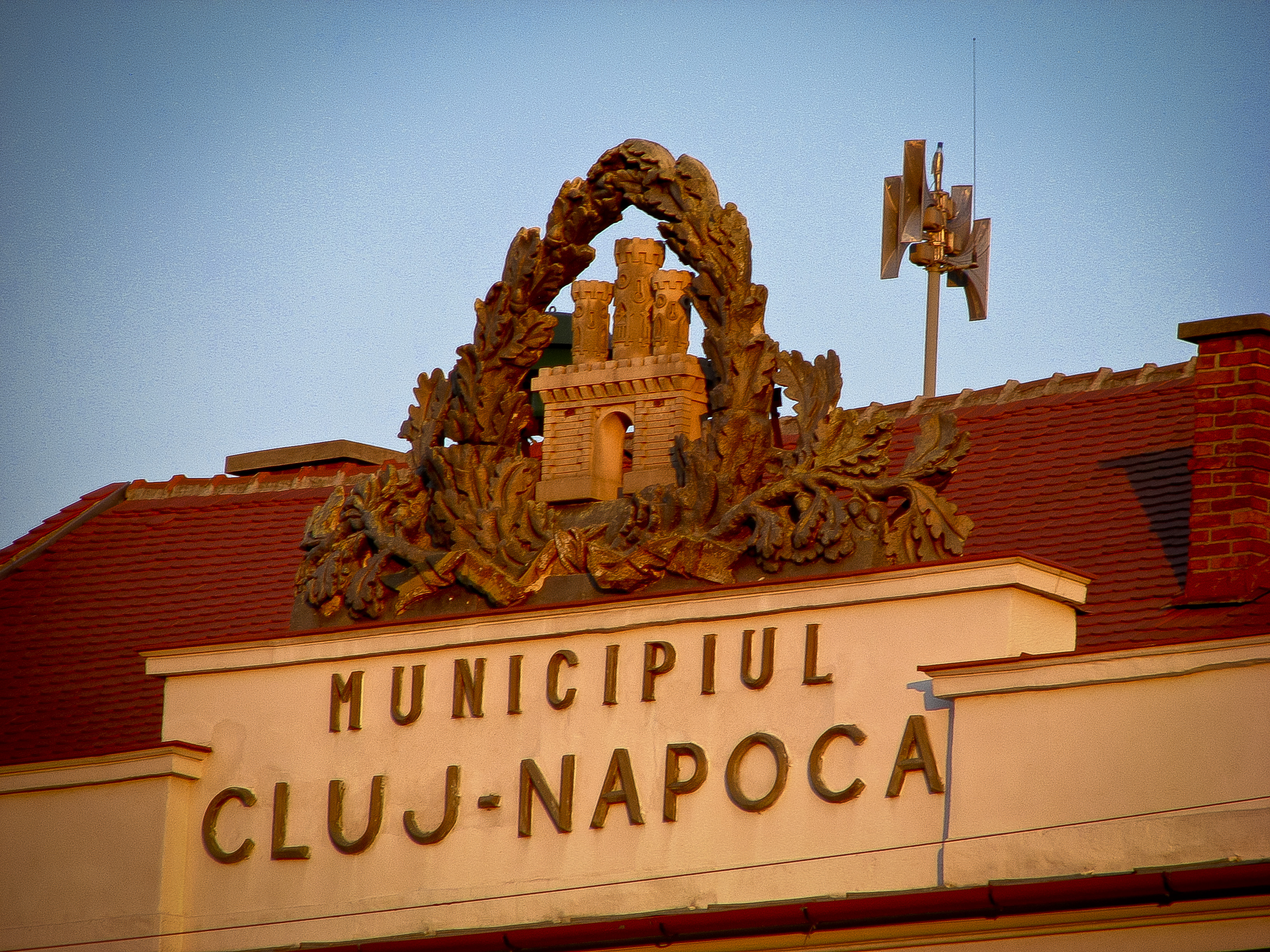
Vechea stemă a orașului Cluj din vechea primărie